# 单叶槟榔青
单叶槟榔青（学名：Spondias haplophylla）为漆树科槟榔青属的植物。分布在缅甸以及中国大陆的云南等地，生长于海拔1,500米的地区，目前尚未由人工引种栽培。